# 107th Attack Wing
Il 107th Attack Wing è uno stormo d'attacco della New York Air National Guard. Il suo quartier generale è situato presso la Niagara Falls Air Reserve Station, nello stato di New York.

## Organizzazione
Attualmente, al settembre 2024, lo stormo controlla:
- 107th Operations Group, codice visivo di coda NY
  -  136th Attack Squadron - Equipaggiato con MQ-9 Reaper
  -  274th Air Support Operations Squadron
  -  222nd Command and Control Squadron
  - 107th Operations Support Squadron
- 107th Mission Support Group
  - 107th Civil Engineer Squadron
  - 107th Communications Flight
  - 107th Logistics Readiness Squadron
  - 107th Mission Support Flight
  - 107th Security Forces Squadron
  - 107th Services Flight
- 107th Medical Group